# Haemulon chrysargyreum
Haemulon chrysargyreum es una especie de peces de la familia Haemulidae en el orden de los Perciformes.

## Morfología
• Los machos pueden llegar alcanzar los 23 cm de longitud total.

## Distribución geográfica
Se encuentra desde el sur de Florida, las Bahamas y la Península de Yucatán (México) hasta el Brasil.